# An Even Exchange
An Even Exchange è un cortometraggio muto del 1913. Il nome del regista non viene riportato nei credit del film che, prodotto dalla Flying A, aveva come protagonista Wallace Reid.

## Produzione
Il film fu prodotto dall'American Film Manufacturing Company come Flying A.

## Distribuzione
Distribuito dalla Mutual Film, il film - un cortometraggio in una bobina - uscì nelle sale cinematografiche USA il 16 agosto 1913.